# Sgraffito
Sgraffito ali vrezanka (ital. sgraffiare – spraskati, ostrgati) je zidna slikarska tehnika, ki je predvsem primerna za dekoracijo fasad, uporablja pa se tudi za dekoracijo notranjosti tako javnih kot zasebnih objektov. Zelo razširjeno je istovetenje sgrafitta z grafiti , kar pa ni povsem natančno. Praviloma je beseda grafiti splošen pojem za vse vklesane zidne dekoracije in napise, medtem ko je sgrafitto le ena od tehnik zidne poslikave in njen proizvod.

## Zgodovina
Ta način poslikave je bil v rabi že v 4. tisočletju pred našim štetjem v antičnem Egiptu in pozneje v antični Perziji (okoli leta 1000), pa tudi v starogrški in starorimski kulturi . Motivi so bili skoraj vedno enostavni geometrični liki (Čehi jih imenujejo pisemca) ali tudi samo črte. Ta preprosta poslikava se je ohranila kot priljubljena ljudska umetnost do srednjega veka. V 15. stoletju se je v severni
Italiji in na Bavarskem razvila tudi v širših krogih umetnikov, zato to obdobje po navadi velja za začetek uporabe sgrafitta. Renesančni slikarji so tehniko povzdignili do umetnosti, najprej v Italiji, nato v Nemčiji, Švici in drugod po Evropi. Zanimivo je, da je bila sama beseda "sgraffito" skovana v Nemčiji ali Belgiji, saj je Italijani niso poznali, temveč so tehniko imenovali do nedavnega le "decorazione a sgraffio" (=poslikava s praskanjem).
Nova uporaba sgrafitta je popolnoma opustila geometrične podobe in nastajale so vedno bolj komplicirane poslikave, od katerih so se nekatere še ohranile predvsem na Češkem . Posebno zanimivi so primerki iz Španije (Segovia), kjer je nastala tudi arabska različica te tehnike, po kateri je bilo treba nanesti na lončeno podlago ("terracota") plast zmesi mavca in manganovega oksida.
Najširšo uporabo sgrafitta v modernih časih je najti v Belgiji, predvsem v Bruslju, kjer se je uporabljala na prelomu devetnajstega stoletja v dvajseto kot izrazita tehnika Art Nouveau-ja. Najvidnejši predstavnik te umetnosti je Henry Privat-Livemont. Tudi v naših krajih je bilo proizvedenih veliko sgrafittov, a so bili po večini vsi uničeni ali nadomeščeni z modernejšimi poslikavami. Najbolje ohranjeni primeri so v Ljubljani, in sicer v Mestni hiši, v Križankah in v notranjosti Strelskega turna na gradu.

## Tehnika
Slika sestoji iz dveh ali več plasti ometa različnih barv, ki jih je treba razmazati na še vlažno podlago. Ko je omet suh, se spraska zgornjo površino, tako da spodnja tvori motiv. Če je več plasti, torej več barv, je za vsak detajl potrebno praskati do ustrezne barve. Zidar nameče omet v barvnih plasteh, umetnik pa reže in ga odstranjuje tako, da dobi ploskovito sliko. Končni izdelek je slika v dveh ali treh barvah (redko več) brez mehkih barvnih prehodov. Njegov likovni izraz so ploskve in linije. Bolj prefinjeni postopki predvidevajo končno glazuro, posebno pri ploščicah in drugih predmetih za notranjo opremo.
Glede na uporabljeni material  razlikujemo več načinov izvedbe:
- globoki (reliefni) apneno-peščeni sgrafitto
- plitvi (ploščati) apneni sgrafitto
- olje-lak-vosek sgrafitto
- mavčni sgrafitto
- glutolinski sgrafitto
- kombinirani sgrafitto
- sgrafitto na osnovi sintetičnih materialov.[6]

Glede na tehniko izvedbe ločimo: črtni, ploskoviti, reliefni (enobarvni), brušeni (beton - brusilke), slikoviti (delno strganje) in naneseni (reliefno nanašanje barvnih ometov).

## Druge vrste sgrafitta
Tehnika sgrafitto ni uporabna samo v stavbarstvu oziroma za zunanjo poslikavo poslopij, temveč tudi v drugih vejah likovne umetnosti.
Zelo pogostna je sgrafitto tehnika pri poslikavi keramičnih in porcelanastih izdelkov, na primer cvetličnih vaz, pladnjev ali skodelic, pa tudi ploščic za talno in stensko oblogo. V tem primeru je treba ne samo uporabljati posebne barve, temveč tudi ponavljati postopek pečenja po vsakem barvnem nanosu, kar močno poveča odstotek nepravilnih primerkov in poslednično dviguje ceno končnega izdelka.
Tudi nekatere ilustracije srednjeveških rokopisov, ki so bile izdelane z zlato barvo, so svoje vrste sgrafitti. Navadno je bila prav zlata prevleka podloga, čez katero so bile prelite razne barve, ki jih je bilo potem treba delno odstraniti z zelo finim žlebastim dletom, dokler ni izpadla želena podoba.
Nekatere umetniške šole učijo sgrafitto tehniko z nanosom barve na platno, čemur sledi spraskanje barve do platna tako, da tvori platno samo želeni motiv. Seveda je uporaba ene same barve manj zahtevna od pravega sgrafitta, kjer mora umetnik paziti, da odstrani samo odvečno barvo in ne rani spodnje plasti, zato tak postopek velja samo kot didaktični primer.